# کارنالی پرادش
کارنالی پرادش (به لاتین: Karnali Pradesh) یکی از هفت استان کشور نپال است. کارنالی پرادش ۲۷٬۹۸۴ کیلومتر مربع مساحت و ۱٬۵۷۰٬۴۱۸ نفر جمعیت دارد.
این استان که براساس قانون اساسی نپال در ۲۰ سپتامبر ۲۰۱۵ تأسیس شده‌است از لحاظ وسعت بزرگترین استان نپال و از لحاظ جمعیت هفتمین استان پرجمعیت این کشور است. کارنالی پرادش دارای ۱۰ بخش می‌باشد و مرکز و بزرگترین شهر آن نیز بیرندراناگار است که ۴۷٬۹۱۴ نفر جمعیت دارد.
کارنالی پرادش دارای یک مجلس با ۴۰ کرسی می‌باشد که اعضا آن توسط مردم در انتخابات استانی انتخاب میشود.

## نامگذاری
نام این استان از رودخانه کارنالی گرفته شده‌است که در این استان جریان دارد.

## تاریخ
کارنالی یک تمدن قدیمی نپال است که با رودخانه کارنالی ارتباط دارد، اماکن باستان‌شناسی یافت شده در جوملا، سورکت و دایلک اشاره دارد که این منطقه بخشی از پادشاهی خاسا بوده که در قرن یازدهم میلادی تأسیس شده. پادشاهی در قرن سیزدهم و چهاردهم تا حد زیادی گسترش یافت، به‌طوری که از سمت غرب به پادشاهی گاروال و از سمت شمال به دریاچه ماناسارووار و تبت گسترش یافته بود.

## جغرافیا
کارنالی با ۲۴٬۴۵۳ کیلومتر مربع (۹٬۴۴۱ مایل مربع) وسعت بزرگترین استان در کشور نپال است. این استان از سمت شرق با گانداکی پرادش از سمت جنوب شرقی و جنوب با استان شماره ۵ از سمت غرب با سودورپاشچیم پرادش و از سمت شمال با منطقه خودمختار تبت، چین همسایه است. بخش زیادی از شمال این استان مناطق کوهستانی است که می‌توان به کوه‌های کوبی گانگری با ۶٬۸۵۹ متر ارتفاع، چانگلا ۶٬۷۲۱ متر ارتفاع و کانجیروبا ۶٬۸۸۳ متر ارتفاع اشاره کرد.
پارک ملی شی فوکسوندو به‌همراه دریاچه فوکسوندو که بزرگترین پارک ملی نپال است و دریاچه رارا بزرگترین دریاچه نپال در کارنالی پرادش واقع شده‌است. رود گاگرا یا رود کارنالی بزرگترین رود این است که تصور می‌شود که بزرگترین رود نپال نیز باشد. رود ستی و رود بری از شاخه‌های این رود کارنالی هستند.
| مکان         | اوت (°F) | اوت (°C) | ژانویه (°F) | ژانویه (°C) | سالانه بارش (mm/in) |
| ------------ | -------- | -------- | ----------- | ----------- | ------------------- |
| کارپونات     | ۴۸       | ۸٫۹      | ۹٫۵         | -۱۲٫۵       | ۲۰۹٫۵/۸٫۲           |
| سیمیکوت      | ۵۴٫۹     | ۱۲٫۷     | ۱۷٫۶        | -۸          | ۳۰۴٫۲/۱۲            |
| چاندانات     | ۶۰٫۸     | ۱۶       | ۲۹٫۷        | -۱٫۳        | ۷۲۸٫۹/۲۸٫۷          |
| ناراین       | ۷۱٫۸     | ۲۲٫۱     | ۴۵٫۳        | ۷٫۴         | ۱۲۵۲٫۳/۴۹٫۳         |
| بیرندراناگار | ۷۸٫۴     | ۲۵٫۸     | ۵۳٫۲        | ۱۱٫۸        | ۱۶۵۱/۶۵             |